# Mauga Silisili
Il Mauga Silisili è la montagna più alta della repubblica delle Samoa.

## Collocazione
La montagna è un vulcano a scudo alto 1.858 m s.l.m. collocato al centro dell'isola di Savai'i, la principale dell'arcipelago. È la ventiquattresima montagna al mondo per isolamento topografico (2.245 km).

## Toponimo
Il nome Silisili in samoano significa il più alto.

## Accesso alla cima
La montagna è piuttosto frequentata e rappresenta una delle attrazioni turistiche dell'isola di Savai'i.
La salita al vulcano è in genere inserita in un trekking guidato ad anello della durata di un paio di giorni.